# Lübeck-Segeberger Eisenbahn
| Kursbuchstrecke (DB): | 1934: 103f 1941: 114c 1944, 1946: 118h 1964: 114k |                                                     |                                                     |
| Streckenlänge: | 28,9 km                                           |                                                     |                                                     |
| Spurweite: | 1435 mm (Normalspur)                              |                                                     |                                                     |
| |                                                   |                                                     |                                                     |
| \| \| \| von Puttgarden, Kiel und Travemünde \| \| \| \| 0,0 \| Lübeck Hbf an Nordseite außerhalb der Bahnhofshalle \| Lübeck Hbf an Nordseite außerhalb der Bahnhofshalle \| \| \| \| nach Hamburg, Lüneburg, Bad Kleinen und Schlutup \| \| \| \| 2,7 \| Lübeck-Schönböcken \| Lübeck-Schönböcken \| \| \| \| Dornbreite (nach 1945) \| \| \| \| \| Mori (nach 1945) \| \| \| \| 5,2 \| Stockelsdorf \| Stockelsdorf \| \| \| 8,6 \| Arfrade \| Arfrade \| \| \| 11,5 \| Obernwohlde \| Obernwohlde \| \| \| 13,6 \| Butterstieg \| Butterstieg \| \| \| 16,4 \| Strukdorf \| Strukdorf \| \| \| 18,7 \| Westerrade \| Westerrade \| \| \| 21,4 \| Geschendorf-Steinbek \| Geschendorf-Steinbek \| \| \| 24,9 \| Weede \| Weede \| \| \| \| von Bad Oldesloe \| \| \| \| 28,9 \| Bad Segeberg Lübecker Kleinbahnhof \| Bad Segeberg Lübecker Kleinbahnhof \| \| \| \| nach Kiel \| \| \| \| \| nach Neumünster \| \| |                                                   |                                                     |                                                     |
| Strecke |                                                   | von Puttgarden, Kiel und Travemünde                 | von Puttgarden, Kiel und Travemünde                 |
| Bahnhof | 0,0                                               | Lübeck Hbf an Nordseite außerhalb der Bahnhofshalle | Lübeck Hbf an Nordseite außerhalb der Bahnhofshalle |
| Abzweig ehemals geradeaus und nach links |                                                   | nach Hamburg, Lüneburg, Bad Kleinen und Schlutup    | nach Hamburg, Lüneburg, Bad Kleinen und Schlutup    |
| Bahnhof (Strecke außer Betrieb) | 2,7                                               | Lübeck-Schönböcken                                  | Lübeck-Schönböcken                                  |
| Haltepunkt / Haltestelle (Strecke außer Betrieb) |                                                   | Dornbreite (nach 1945)                              | Dornbreite (nach 1945)                              |
| Haltepunkt / Haltestelle (Strecke außer Betrieb) |                                                   | Mori (nach 1945)                                    | Mori (nach 1945)                                    |
| Bahnhof (Strecke außer Betrieb) | 5,2                                               | Stockelsdorf                                        | Stockelsdorf                                        |
| Bahnhof (Strecke außer Betrieb) | 8,6                                               | Arfrade                                             | Arfrade                                             |
| Bahnhof (Strecke außer Betrieb) | 11,5                                              | Obernwohlde                                         | Obernwohlde                                         |
| Bahnhof (Strecke außer Betrieb) | 13,6                                              | Butterstieg                                         | Butterstieg                                         |
| Bahnhof (Strecke außer Betrieb) | 16,4                                              | Strukdorf                                           | Strukdorf                                           |
| Bahnhof (Strecke außer Betrieb) | 18,7                                              | Westerrade                                          | Westerrade                                          |
| Bahnhof (Strecke außer Betrieb) | 21,4                                              | Geschendorf-Steinbek                                | Geschendorf-Steinbek                                |
| Bahnhof (Strecke außer Betrieb) | 24,9                                              | Weede                                               | Weede                                               |
| Abzweig ehemals geradeaus und von links |                                                   | von Bad Oldesloe                                    | von Bad Oldesloe                                    |
| Bahnhof | 28,9                                              | Bad Segeberg Lübecker Kleinbahnhof                  | Bad Segeberg Lübecker Kleinbahnhof                  |
| Abzweig geradeaus und ehemals nach rechts |                                                   | nach Kiel                                           | nach Kiel                                           |
| Strecke |                                                   | nach Neumünster                                     | nach Neumünster                                     |

Die Lübeck-Segeberger Eisenbahn (LSE) war eine normalspurige Kleinbahn in Schleswig-Holstein.

## Vorgeschichte
Dem Bau der Lübeck-Segeberger Bahnverbindung gingen langjährige Verhandlungen voraus, in deren Verlauf verschiedene Streckenführungen diskutiert wurden. Sowohl die Stadt Segeberg als auch der Lübecker Senat waren an einer Schienenverbindung Lübeck–Segeberg interessiert, stießen jedoch auf Ablehnung bei der Königlichen Eisenbahndirektion Altona, die seit 1884 für das Netz der verstaatlichten Altona-Kieler Eisenbahn zuständig war und eine Schwächung des Verkehrsaufkommens auf der Strecke Neumünster–Segeberg–Oldesloe befürchtete. Daher wollte sie den Bau einer direkten Verbindung Segeberg–Lübeck lediglich als Schmalspurbahn genehmigen oder ersatzweise das Verbot des durchgehenden Verkehrs von Segeberg bis Lübeck zur Auflage machen.
Nach weiteren Verhandlungen, die unter anderem durch militärische Erwägungen Alfred Graf von Waldersees verzögert wurden, lag 1904 endlich die preußische Einverständniserklärung zum Bau einer Kleinbahn Segeberg–Lübeck vor. Die Lübeck-Büchener Eisenbahn (LBE) nahm daraufhin Nivellierungsarbeiten im Auftrag des Bahnbaukomitees vor.
Es folgten umfangreiche Gespräche über die Finanzierung der Bahn. Lübeck und der Kreis Segeberg erklärten sich bereit, den benötigten Baugrund kostenlos herzugeben, die übrigen Gebietskörperschaften zeigten sich eher zurückhaltend. Am 11. Januar 1913 konnte schließlich die Firma Lenz & Co. mit den Vorarbeiten auf der nun feststehenden Strecke beauftragt werden. Bis zum Mai desselben Jahres lagen auch die Konzessionen der beteiligten Regierungen vor, so dass die Lübeck-Segeberger Eisenbahn AG am 9. August 1913 mit einem Kapital von 1.816.000 Mark in das Lübecker Handelsregister eingetragen werden konnte. Bau und Betrieb der Strecke sollte die LBE auf Rechnung der neu gegründeten Bahngesellschaft übernehmen. Bereits auf ihrer Generalversammlung vom 6. Juni 1912 hatten die LBE-Aktionäre ihre Genehmigung hierfür erteilt.
Bedingt durch den zwischenzeitlich ausgebrochenen Krieg und das unerwartet schwierige Terrain ergaben sich beim Bahnbau jedoch erhebliche Verzögerungen. So konnte die Verbindung – nachdem die Teilstrecken von Lübeck bis Arfrade, Obernwohlde und Westerrade bereits am 1. Juli 1916 den Betrieb aufgenommen hatten – erst am 6. Dezember 1916 (statt wie geplant 1915) in voller Länge eröffnet werden. Auch die Baukosten lagen mit 2,4 Millionen Mark (davon 400.000 Mark für den Erwerb von Grundstücken) schließlich um 204.000 Mark über den Planungen.

## Betrieb
Die Bahn verband den ländlichen Raum im Nordosten des Kreises Segeberg mit der Kreisstadt Bad Segeberg und Lübeck. Die regelspurige, eingleisige Strecke war etwa 29 km lang und wurde 1916 in drei Teilabschnitten eröffnet. Die Betriebsführung erfolgte von Anfang an durch die Lübeck-Büchener Eisenbahn, nach deren Verstaatlichung 1938 durch die Deutsche Reichsbahn und ab 1949 durch die Deutsche Bundesbahn.
Der Verkehr entwickelte sich mäßig. Es verkehrten drei Zugpaare täglich. Um 1930 wurden 37.000 Personen befördert und 13.000 t Güter transportiert. Als erstes eigenes Fahrzeug wurde 1934 ein Triebwagen der Waggonfabrik Uerdingen mit Gepäckanhänger eingesetzt (Eigentümer zunächst die LBE), der eine Beschleunigung des Personenverkehrs und eine merkliche Steigerung der Fahrgastzahlen mit sich brachte. Ende der 1930er Jahre wurden jährlich etwa 120.000 Fahrgäste befördert. Der Triebwageneinsatz endete allerdings 1939. 1939 verzeichnete das  Kursbuch vier tägliche Zugpaare, 1941 waren neben den vier Zugpaaren zwei weitere mit dem Hinweis "verkehrt nur auf besondere Anordnung" gelistet, 1944 fuhren werktags drei Zugpaare, an Sonntagen nur zwei.
Nach dem Zweiten Weltkrieg wurden die beiden Haltepunkte Dornbreite und Mori eingerichtet. Ab 1950 verfügte die LSE wieder über eigene Fahrzeuge. Da ihre Konzession keine durchgehende Güterbeförderung über die Endpunkte hinaus erlaubte, blieben die Leistungen im Güterverkehr mäßig. Der Personenverkehr der LSE wurde am 26. September 1964 eingestellt, ebenso der Güterverkehr zwischen Arfrade und Westerrade. Der Güterverkehr zwischen Westerrade und Bad Segeberg endete am 31. Dezember 1966 und zwischen Lübeck und Arfrade am 31. Dezember 1967. Danach wurde die Strecke abgebaut. Auf dem westlichen Teil der Trasse verläuft bei Weede heute die Bundesautobahn 20 (früher Bundesstraße 206), auf dem östlichen ein Fuß- und Radweg.
Als Fahrzeug wurde in den 1950er Jahren in der Regel ein Schienenbus Uerdinger Bauart (Vorserien-VT 95) eingesetzt, der gelegentlich auch einen einachsigen Anhänger für den Gepäcktransport mit sich führte. Während der Karl-May-Spiele in Bad Segeberg verkehrten auch Sonderzüge mit Dampflokomotiven.

## Fahrzeuge
- LSE VT 1, von der Waggonfabrik Uerdingen 1952 erworben, vorher dort Vorführwagen (Bauart VT95-Prototyp mit vier Türen)[1]
- VT 95 912, 1955 von der Deutschen Bundesbahn erworben, LSE VT 2[2]
- LSE VB 1, von der Waggonfabrik Uerdingen 1952 erworben, vorher dort Vorführwagen (Bauart VB 142 Vorserie)[3]
- VB 142 004, 1955 von der Deutschen Bundesbahn erworben[4]